# Shaun Lightman
Shaun Lightman (* 15. April 1943 im London Borough of Hounslow) ist ein ehemaliger britischer Geher.
Bei den Olympischen Spielen 1968 in Mexiko-Stadt kam er im 50-km-Gehen auf den 18. Platz.
1970 wurde er bei den British Commonwealth Games in Edinburgh für England startend Siebter im 20-Meilen-Gehen.

## Persönliche Bestzeiten
- 20 km Gehen: 1:31:10 h, 30. August 1969, Enfield
- 50 km Gehen: 4:15:14 h, 13. Oktober 1973, Lugano